# Elaphria polysticta
Elaphria polysticta är en fjärilsart som beskrevs av Jones 1908. Elaphria polysticta ingår i släktet Elaphria och familjen nattflyn. Inga underarter finns listade i Catalogue of Life.